# Santok (stacja kolejowa)
Santok – stacja kolejowa w Santoku, w województwie lubuskim, w Polsce. Znajduje się na linii nr 203 Tczew – Küstrin Kietz.

## Wymiana pasażerska
| Rok  | Wymiana pasażerska na dobę |
| ---- | -------------------------- |
| 2017 | 50-99                      |
| 2022 | 50-99                      |